# Hajime Tanabe
Pour les articles homonymes, voir Tanabe.
Hajime Tanabe (田邊 元, 3 février 1885 – 29 avril 1962) est un philosophe japonais, membre de l'école de Kyoto et disciple de Kitarō Nishida (1870-1945), le fondateur de cette école philosophique japonaise, qui a cherché à marier la philosophie occidentale avec la spiritualité issue des traditions extrême-orientales.

## Biographie
Hajime Tanabe naît à Tokyo en 1885. Il entame des études supérieures de mathématiques à l’université de Tokyo en 1904 avant de se consacrer à la philosophie. Enseignant à partir de 1913 dans le département des sciences naturelles de l’université de Tôhoku, il s’intéresse à la philosophie des sciences, discipline à laquelle seront attachés ses premiers écrits.
En 1922, il part étudier à Berlin, puis l’année suivante rencontre Husserl et Heidegger. De retour au Japon, il succède en 1928 à Nishida Kitarô (fondateur de l’Ecole de Kyoto) dans la chaire que celui-ci occupait. Il conserve ce poste jusqu’à sa retraite. 
À partir de 1930, Hajime Tanabe commence à se démarquer de son maître Nishida en ayant une démarche plus personnelle. Cette séparation s’affirme lors de la publication par Tanabe d’un essai critique intitulé « Considérations sur l’enseignement de Nishida ». Nishida en est consterné et le divorce s’installe définitivement entre les deux penseurs .
Il meurt en 1962.

## Œuvre
Tanabe défend l'idée que la philosophie n’est pas uniquement un exercice intellectuel mais un retour vers soi, vers son Être. Il s’agit d’une forme de confession (méta-noétique), exigeant comme préalable un certain renoncement à soi, à l’image de Socrate qui « reconnaissait qu’il ne savait rien », point de départ d’un nouveau questionnement .

### Sources secondaires

#### Livres et thèses
- Adams, Robert William, The feasibility of the philosophical in early Taishô Japan: Nishida Kitarô and Tanabe Hajime. PhD diss., University of Chicago, 1991.

- Dilworth, David A. et Valdo H. Viglielmo (translators and editors); with Agustin Jacinto Zavala, Sourcebook for modern Japanese philosophy : selected documents, Westport, Conn. : Greenwood Press, 1998.

- Fredericks, James L., Alterity in the thought of Tanabe Hajime and Karl Rahner. PhD diss., University of Chicago, 1988.

- Heisig, James W., Philosophers of Nothingness: An Essay on the Kyoto School, Nanzan Library of Asian Religion and Culture, University of Hawaii Press, 2002.

- Ozaki, Makoto, Individuum, Society, Humankind: The Triadic Logic of Species According to Hajime Tanabe (Brill's Japanese Studies Library), Brill Academic Publishers (avril 2001),  (ISBN 90-04-12118-8),  (ISBN 978-90-04-12118-8).

- Pattison, George, Agnosis: Theology in the Void, Palgrave Macmillan (février 1997),  (ISBN 0-312-16206-5).  (ISBN 978-0-312-16206-1).

- Unno, Taitetsu, and James W. Heisig (Editor), The Religious Philosophy of Tanabe Hajime: The Metanoetic Imperative (Nanzan Studies in Religion and Culture), Asian Humanities Press (June 1990),  (ISBN 0-89581-872-8),  (ISBN 978-0-89581-872-0).

#### Articles
- Cestari, Matteo, Between Emptiness and Absolute Nothingness: Reflections on Negation in Nishida and Buddhism.

- Ruiz, F. Perez, Philosophy in Present-day Japan, in Monumenta Nipponica  vol. 24, No. 1/2 (1969), pp. 137–168.

- Heisig, James W., Tanabe's Logic of the Specific and the Critique of the Global Village, in Eastern Buddhist, Automne 95, vol. 28 Issue 2, p. 198.

- Sakai, Naoki, SUBJECT AND SUBSTRATUM : ON JAPANESE IMPERIAL NATIONALISM, in Cultural Studies; juillet 2000, vol. 14 Issue 3/4, p. 462-530 (AN 4052788)

- Viglielmo, V. H., An Introduction to Tanabe Hajime's Existence, Love, and Praxis in Wandel zwischen den Welten: Festschrift für Johannes Laube, (Peter Lang, 2003) pp. 781–797.

- Waldenfels, Hans, Absolute Nothingness. Preliminary Considerations on a Central Notion in the Philosophy of Nishida Kitaro and the Kyoto School, in Monumenta Nipponica, vol. 21, No. 3/4 (1966), 354–391.

- Williams, David, In defence of the Kyoto School: reflections on philosophy, the Pacific War and the making of a post-White world, in Japan Forum, septembre 2000, vol. 12 Issue 2, 143-156.
- Kiyoshi Himi, La philosophie de Hajime Tanabe, in Etudes phénoménologiques n°18, Ousia, 1993, ISSN 0773-7912

### Livres en français
- Bernard Stevens, Topologie du néant. Une approche de l'école de Kyōto, Peeters, 2000,  (ISBN 2-87723-472-X)  (Voir la fiche de l'éditeur)
- Bernard Stevens, Invitation à la philosophie japonaise autour de Nishida, 233 p., CNRS Éditions, Paris, 2005,  (ISBN 2-271-06336-1)

### Articles en français
- Johannes Laube Sur la personne et l'œuvre de Hajime Tanabe, in Revue philosophique de Louvain, vol. 92, no 4, novembre 1994, pp. 423-429
- Bernard Stevens, La réception européenne de l'école de Kyōto, in Revue philosophique de Louvain, vol. 92, no 4, novembre 1994.

## Source de la traduction
- (en) Cet article est partiellement ou en totalité issu de l’article de Wikipédia en anglais intitulé « Hajime Tanabe » (voir la liste des auteurs).